# Alfred Klahr Gesellschaft
Die 1993 gegründete Alfred Klahr Gesellschaft (kurz AKG) ist ein Verein zur Erforschung der Geschichte der Arbeiterbewegung. Sie hat ihren Sitz in Wien und wurde nach dem österreichischen Staatswissenschaftler und kommunistischen Parteifunktionär Alfred Klahr benannt, der 1944 von einer SS-Streife in Warschau erschossen wurde. Von 1993 bis 2005 verwaltete und erschloss die AKG das Archiv der Kommunistischen Partei Österreichs.
Präsident der Gesellschaft ist der Rechtsanwalt Walther Leeb, wissenschaftlicher Sekretär ist Manfred Mugrauer.

## Ziele
Die im Umfeld der KPÖ gegründete Alfred Klahr Gesellschaft ist eine gemeinnützige Organisation, die wissenschaftlichen und volksbildnerischen Zwecken dient. Die Statuten nennen drei Kernziele:
- die wissenschaftliche Aufarbeitung der gesellschaftlichen Entwicklung in Österreich
- die wissenschaftliche Erschließung von Bibliotheken und Archiven der Arbeiterbewegung
- die „Festigung der Unabhängigkeit, immerwährenden Neutralität und Demokratie der Republik Österreich und der Förderung von humanistischer und internationaler Gesinnung.“[1]

Der Namensgeber der Gesellschaft, Alfred Klahr (1904–1944), war Mitglied des Zentralkomitees der Kommunistischen Partei Österreichs und Opfer des Nationalsozialismus.
Zu den Gründungsmitgliedern der AKG zählten zahlreiche kommunistische Widerstandskämpferinnen und Widerstandskämpfer – etwa Vinzenz Böröcz, Otto Brichacek, Maria Cäsar, Franz Kain, Max Muchitsch, Rudolf Schober, Jakob Zanger und Heinz Zaslawski – weiters der frühere KPÖ-Vorsitzende Franz Muhri, sowie die Fachhistoriker Hans Hautmann, Gerhard Oberkofler und Winfried Garscha. Die Gründung erfolgte vorrangig zur Sicherung und wissenschaftlichen Erschließung des Archivs und der Bibliothek der KPÖ. Weiters veranstaltet die AKG regelmäßig wissenschaftliche Symposien und Vorträge, pflegt wissenschaftlichen Austausch mit Personen und Institutionen im In- und Ausland und gibt vier Mal im Jahr ein Mitteilungsblatt heraus, das sich von einem anfangs vereinsinternen Nachrichtenblatt zu einem wissenschaftlichen Periodikum über die Geschichte der Arbeiterbewegung entwickelt hat. Gründungspräsident war der Linzer Universitätsprofessor Hans Hautmann, der diese Funktion bis 2005 wahrnahm.
Ein namhafter Unterstützer der Gesellschaft war bis zu seinem Tod im Jahr 2009 der Bildhauer Alfred Hrdlicka.

## Archiv und Bibliothek der KPÖ
Die ursprüngliche Hauptfunktion des Vereins war die Betreuung und Erschließung von Archiv und Bibliothek der KPÖ. Im Jahr 2000 wurde ein Sammelband über die Gesellschaft und deren Archiv herausgegeben, u. a. mit einem Beitrag über „die wechselvolle Geschichte und die Bestände des Parteiarchivs der KPÖ und der ZK-Bibliothek“. Die Funktion des hauptamtlichen Archivars wurde seit Gründung der Gesellschaft von Wilhelm Weinert wahrgenommen, der mehrere Publikationen zur Geschichte des österreichischen antifaschistischen Widerstands erarbeitete. Die Finanzierung dieser Position erfolgte aus Mitteln der KPÖ, die jedoch diese Leistung ab 2005 aufgrund des verloren gegangenen Novum-Prozesses nicht mehr wahrnehmen wollte. Weinerts Dienstverhältnis wurde gelöst – „Eine seriöse Betreuung eines Archivs ohne einen angestellten und mit seinen Beständen vertrauten Archivar ist nämlich nicht möglich“, worauf sich die AKG neu positionieren musste.
Die Gesellschaft legte daraufhin die Verwaltung des KPÖ-Archivs zurück, die Generalversammlungen der Jahre 2004 und 2005 beschlossen jedoch mit großer Mehrheit, dass der Verein fortbestehen und weiterhin öffentlich tätig sein solle. Die Statuten wurden geändert, der bisherige Vereinsname Alfred Klahr Gesellschaft. Archiv- und Bibliotheksverein wurde in Alfred Klahr Gesellschaft. Verein zur Erforschung der Geschichte der Arbeiterbewegung geändert.

## Veranstaltungen und Publikationen
Die Alfred Klahr Gesellschaft veranstaltet regelmäßig Gedenkveranstaltungen, Vorträge, Lesungen, Buchpräsentationen, Filmvorführungen und seit 1995 alljährlich ein Symposium, welches anfangs bevorzugt Jahrestagen gewidmet war: 60 Jahre Internationale Brigaden, 80 Jahre Oktoberrevolution, 150 Jahre Revolution von 1848, 50 Jahre Oktoberstreiks, 60 Jahre Moskauer Deklaration usw. 2004 fand ein Alfred-Klahr-Symposium statt, 2005 eines in Wien zur KPÖ als Regierungspartei (1945–1947) und ein zweites in Graz mit dem Titel Die Steiermark wird frei! 1945 – 1955 – 2005, Widerstand – Befreiung – Neutralität. Dieses Symposium wurde gemeinsam mit dem Bildungsverein der KPÖ Steiermark veranstaltet und vom Grazer KP-Stadtrat Ernest Kaltenegger eröffnet. Durch den Einzug in den steiermärkischen Landtag im Frühjahr 2006 errang die KPÖ dort Klubstatus, was ihr Parteienförderung und die Gründung eines Bildungsvereins der KPÖ Steiermark ermöglichte. Dieser arbeitet seither eng mit der Alfred Klahr Gesellschaft zusammen, vor allem in Gestalt gemeinsamer Symposien in der steirischen Landeshauptstadt Graz.
Seither sind die Veranstaltungen der AKG sowohl historischen Fragen der österreichischen Arbeiterbewegung gewidmet als auch solchen mit aktuell-politischen Bezügen wie etwa die Verstaatlichungsfrage, die Entmilitarisierung, die Weltwirtschaftskrise in historischer und aktueller Perspektive, die kommunistische Betriebsratsarbeit oder der Sozialen Wohnungsbau. Zu diesen Symposien wurden auch nichtkommunistische Referenten eingeladen, seien es Wissenschaftler oder frühere sozialdemokratische Politiker wie Erwin Lanc oder Rudolf Streicher. Raum für Gedenken besteht nach wie vor, sei es der 50. Todestag von Ernst Kirchweger, 90 Jahre KPÖ, die 100. Wiederkehr des Ausbruchs des Ersten Weltkriegs oder der 130. Todestag von Karl Marx. Auffallend ist die Kulturaffinität der Gesellschaft, beispielsweise in Gedenkveranstaltungen für Hanns Eisler, Karl Paryla, Jura Soyfer oder über den marxistischen Philosophen und Psychoanalytiker Walter Hollitscher, zu dessen Gedächtnisveranstaltung sich mehrere namhafte deutsche Marxisten wie etwa Hans Heinz Holz, Herbert Hörz und Samuel „Mitja“ Rapoport einfanden.
Zu den Buchpublikationen der Gesellschaft zählen seit 2000 wissenschaftliche Bände der Reihe Quellen & Studien, etwa von Hans Hautmann über die wichtigsten Denker des Marxismus und über sozialistischen Utopien. Mehrere Bände wurden vom Innsbrucker Universitätsdozenten Peter Goller verfasst. Hinzu kommen Bände von Anja Oberkofler (über die Krise des Arbeitsrechts), von Charlotte Rombach (über die österreichischen Schutzbundkinder in der Sowjetunion) und von Martin Krenn über Walter Hollitscher. Anlässlich des 70. Geburtstags von Hautmann und Oberkofler wurden sämtliche Beiträge und Referate von ihnen in zwei Sammelbänden neu veröffentlicht. Weiters werden in dieser Reihe die Vorträge auf Symposien zusammengefasst, etwa zum 90. Geburtstag von Walter Hollitscher, zur Streitfrage Öffentliches Eigentum vs. Privatisierung und über Wirtschafts- und Finanzkrisen damals wie heute, alle drei herausgegeben von Manfred Mugrauer.
Zwei Publikationen von Wilhelm Weinert über den antifaschistischen Widerstandskampf sind in zwei bzw. drei Auflagen erschienen:
- Ich möchte, dass sie Euch alle immer nahe bleiben… Biografien kommunistischer WiderstandskämpferInnen in Österreich (1997 und 2005).
- Mich könnt ihr löschen, aber nicht das Feuer. Führer durch den Ehrenhain der Gruppe 40 am Wiener Zentralfriedhof für die hingerichteten WiderstandskämpferInnen (2004 bis 2011 [3., verb. und erg. Auflage]).

Anlässlich des 50. Todestags von Karl Steinhardt, dem Mitbegründer der KPÖ und der Kommunistischen Internationale, gab Manfred Mugrauer im Jahr 2013 seine Lebenserinnerungen eines Wiener Arbeiters heraus. Vier Mal jährlich erscheinen seit Gründung der Gesellschaft die Mitteilungen im Umfang von bis zu 40 Seiten.

## Funktionäre und Autoren
| - Maria Cäsar - Winfried Garscha - Peter Goller - Heimo Halbrainer |  | - Franz Kain - Claudia Kuretsidis-Haider - Simon Loidl - Hans Hautmann |  | - Manfred Mugrauer - Franz Muhri - Gerhard Oberkofler - Elke Renner |  | - Thomas Schönfeld - Irma Schwager - Florian Schwanninger - Wilhelm Weinert - Jakob Zanger |

## Publikationen
- Die Alfred Klahr Gesellschaft und ihr Archiv. Beiträge zur österreichischen Geschichte des 20. Jahrhunderts, herausgegeben im Auftrage der Alfred Klahr Gesellschaft von Hans Hautmann. Quellen & Studien, Wien 2000, 389 Seiten, ISBN 3-9501204-0-8.